# EFootball Pro Evolution Soccer 2020
eFootball Pro Evolution Soccer 2020 (popularmente conhecido pela sua abreviação eFootball PES2020, PES 2020 e eFootball Winning Eleven 2020 no Japão), é um jogo eletrônico de futebol desenvolvido pela PES Production e publicado pela Konami. O jogo foi anunciado na E3 2019 em 11 de Junho de 2019 e ganhou o prêmio de Melhor Jogo de Esportes da E3 2019. A demonstração do jogo foi lançada no dia 30 de julho com 13 times (Arsenal, Barcelona, Manchester United, Bayern de Munique, Juventus, Palmeiras, Corinthians, São Paulo, Vasco, Flamengo, Boca Juniors, River Plate e Colo-Colo), com partidas online e offline e o modo editar com 6 ligas genéricas para serem editadas antes do lançamento do jogo. O jogo foi o 19° lançamento da série Pro Evolution Soccer, e lançado para PlayStation 4, Microsoft Windows via Steam e Xbox One em 10 de setembro de 2019 (dois dias depois no Japão).
É o primeiro com a mudança do nome da franquia com a adição de 'eFootball' no título, simbolizando um foco nos E-Sports, com os torneios da PESLeague e eFootball.Pro. É o retorno de Lionel Messi à capa do jogo, na versão padrão, desde sua aparição na capa de Pro Evolution Soccer 2011, Ronaldinho está na capa da edição lendária.

## Novidades

### Visual[3]
"Experiencie os estádios recriados com uma fidelidade extraordinária utilizando uma tecnologia de escaneamento 3D de alta performance. Testemunhe as reações espantosamente realistas dos espectadores aos acontecimentos do jogo. Observe a forma como os sistemas de iluminação dinâmica afetam o ângulo das sombras projetado no campo à medida que o tempo decorre durante o jogo.
Vê cada passada, avanço, passe e chute a ser animado continuamente à medida que os jogadores percorrem o relvado brilhantemente reproduzido. Uma interface do utilizador completamente renovada à medida que navegas intuitivamente em menus concebidos tendo em conta a facilidade de utilização."
Motor de iluminação melhorado: "Quer jogues sob o sol quente do meio-dia ou sob o brilho intenso dos holofotes à noite, as condições de iluminação do PES nunca antes pareceram tão vibrantes. As amplas melhorias efetuadas no motor de iluminação asseguram um maior nível de imersão uma vez que o estádio, as bancadas e os jogadores são apresentados sob luz natural e artificial."
Modelos de jogadores melhorados: "Foram feitos scans em 3D dos corpos de vários jogadores para acrescentar uma nova camada de fotorrealismo aos modelos de jogadores do PES 2020. Os jogadores foram recriados com uma excepcional atenção aos detalhes, com cada um dos seus movimentos calculado e apresentado no jogo com uma precisão extraordinária."
Reprodução da grama melhorada: "No PES 2020, serão vistas melhorias significativas na reprodução do relvado, acrescentando mais profundidade e personalidade a cada folha de grama."

### Liga Master[4]
"A Liga Master sempre te colocou no lugar do treinador, mas enormes mudanças, que te permitem guiar o progresso no jogo através de um novo sistema de diálogos interativos, irão permitir gerir o desenvolvimento do clube com mais autoridade do que nunca.
Experiencie os altos e baixos de cada época através de interações dinâmicas que refletem o resultado de cada vitória, derrota e negociação de contrato. Além disso, não terás de usar a tua imaginação para preencher os espaços quando navegas no sistema de transferências de jogadores. A integração melhorada de dados reais foi agora incorporada para assegurar que cada faceta do mercado de transferências da Master League esteja alinhada com o mundo real do futebol."
Cutscenes e repetições realistas: "Este ano, poderás sentar e viver uma experiência cinematográfica com as cutscenes da Liga Master habilmente interligadas com o novo sistema de diálogo do modo."
Sistema de diálogo interativo: "Novo no PES 2020, o poderoso sistema de diálogo interativo da Master League coloca as rédeas firmemente nas tuas mãos no que diz respeito ao controle da progressão da história. Escolha reações que se adaptem à tua personalidade para orientar o modo de progressão e criar a sua história pessoal na Liga Master."
Transferências mais realistas: "O mercado de transferências do PES 2020 irá utilizar um algoritmo completamente novo baseado numa ampla biblioteca de dados reais do mundo do futebol para assegurar que as transferências, as taxas de transferência, os salários e vários outros elementos estão intimamente alinhados com a realidade.
O novo sistema de transferências será mais personalizável do que nos anos anteriores, COM a capacidade de configurar o número de transferências dos jogadores, a regularidade do pagamento dos teus jogadores e se no primeiro ano haverá uma janela de transferências de pré-temporada."
Modelos de treinadores melhorados: "O PES 2020 oferece uma grande variedade de modelos de técnico para escolher, graças ao uso da tecnologia de escaneamento em 3D de alto desempenho para capturar imagens de indivíduos com diversas formas físicas.
Também será possível jogar na Liga Master utilizando um dos vários treinadores mundialmente conhecidos como teu avatar, incluindo Zico, Cruyff e Maradona." Há 18 modelos de treinador no total, dos quais 8 são jogadores lendários: além dos três mencionados, o jogador também poderá utilizar avatares digitais de Romário, Bebeto, Roberto Carlos, Lothar Matthäus e Ruud Gullit.
Logotipos de patrocionadores personalizáveis: "Crie e personalize os teus logotipos de patrocinadores, que podem ser mostrados nos painéis colocados nas zonas de entrevistas assim como na tela do menu principal da Liga Master."

### Matchday[5]
Neste modo o usuário deve escolher um dos times no início de cada evento, cada passe perfeitamente colocado e gol deslumbrante que fizeres atribuem pontos à vitória da tua equipe.
Coloca-te ao lado de jogadores principiantes ou veteranos do PES para trabalharem em conjunto e gradualmente elaborarem uma vantagem para a tua equipe antes da grande final de cada evento.
Jogos de Grupo: "Quando tiveres escolhido um lado, irás enfrentar membros adversários em Jogos de Grupos para ganhares Pontos de evento.
O lado com mais Pontos de evento no final desta fase irá entrar na Grande Final com uma vantagem.
Irás obter pontos mesmo se não ganhares, por isso certifica-te que jogas o maior número possível de jogos para assegurares que o teu lado esteja numa boa posição antes da Grande Final."
Grande Final: "Quando o evento estiver chegando ao fim, os resultados de todos os Jogos de Grupos jogados durante o evento serão analisados para encontrar o utilizador com a melhor performance em cada lado.
Estes utilizadores são selecionados como Representantes, obtendo desta forma o direito de competir na Grande Final em nome do lado que escolheram.
Ganhem ou percam, todos os participantes do Matchday irão receber recompensas pelos seus esforços quando terminar a Grande Final; no entanto, os prêmios mais extraordinários serão do vencedor.
A Grande Final poderá também ser vista através de livestream no modo Matchday."

### Jogabilidade[6]
A equipa de produção trabalhou estreitamente com Andrés Iniesta para traduzir a sua capacidade inata de ler o espaço em volta dele e de conseguir penetrar nas linhas de defesa mais fortes numa nova técnica dinâmica de drible. De acordo com esta filosofia, o PES 2020 irá apresentar um retrato realista dos erros dos jogadores, criando mais oportunidades para tirares proveito dos erros imprudentes dos adversários, encorajando-te ao mesmo tempo a viver e a respirar cada momento da competição para assegurar que o teu próprio jogo está em forma. Foram adicionadas várias técnicas novas de primeiro-toque, o que te permite controlar a bola de uma forma que se adequa ao teu estilo de jogo pessoal.
Nova Técnica de Drible: Drible Finesse:
"Novo no PES 2020, o Drible Finesse é uma técnica avançada que irá permitir aos jogadores adeptos da antecipação de movimentos dos seus adversários serpentear entre os defesas com uma agilidade excepcional.
Desenvolvido em estreita colaboração com Andrés Iniesta, o Drible Finesse dá aos jogadores uma afinidade para talento técnico e consciência espacial para driblar os adversários."
Mecânica de trapping melhorada: "A equipa de produção empenhou-se bastante para concretizar este conceito no PES 2020, introduzindo enormes melhorias na forma como o controle da bola funciona no jogo.
Os jogadores irão agora apresentar uma inteligência melhorada quando interagirem com uma bola próxima deles, escolhendo uma técnica de controle que não só represente o seu estilo de jogo mas também uma que se adeque a cada situação de jogo.
Uma grande quantidade de novas habilidades de controle também estarão disponíveis, incluindo a No Touch Control, que te permite correr ao lado de uma bola sem ter contato com ela, e a Trick Trap, uma habilidade que te permite simular numa direção antes de habilmente ir por uma outra para ultrapassares um adversário."
Precisão de chute sensível ao contexto: "Para os puristas do futebol, poucas coisas são mais gratificantes do que ver um passe longo ir em direção ao alvo com uma extraordinária precisão, mas tal como tudo no futebol, a precisão tem de ser conquistada.
O PES 2020 concretiza esta ideia no jogo trazendo um nível adicional de realismo ao campo com uma melhorada sensibilidade ao contexto no remate.
Isto significa que a precisão de cada chute e de cada passe que fazes alterará de acordo com a tua postura, a tua posiçao no campo e a pressão que sentires, proporcionando-te uma experiência de futebol mais profunda e autêntica.
Agora, mais do que nunca, serás recompensado pela sincronização, paciência e leitura de jogo."
Defesa mais realista: "No PES 2020, as melhorias significativas foram feitas para recriar com precisão cada momento tenso do jogo que ocorre dentro do campo quando os defensores sobem para anularem um ataque bem executado.
Estes melhoramentos incluem animações de carrinhos laterais adicionais, mais animações realistas nos cabeceamentos, assim como a opção de cometer uma Falta intencional como esforço derradeiro para evitar uma situação dramática."
Física de bola melhorada: "As melhorias significativas na física de bola irão permitir-te reagir com a bola de diversas formas novas, contribuindo para uma experiência de jogo mais profunda. As interações ao primeiro-toque serão agora apresentadas com um maior realismo, permitindo que os jogadores perspicazes antecipem melhor o caminho da bola.
Os fãs de futebol que gostam de técnica poderão também tirar proveito de um sistema de controle de bola aperfeiçoado que lhes permitirá manipular a bola com várias partes do pé e controlá-la com um maior nível de destreza."
Interação de jogador adaptativa: Inspire: "Com a inclusão de um sistema de interação de jogador adaptativo elaborado com a nova característica Inspire, os fãs poderão ver as personalidades dos jogadores espelhadas no campo com um realismo sem precedentes.
No PES 2020, o estilo de jogo de cada jogador não só afeta a maneira como ele interage com a bola, como também tem um impacto significativo no comportamento dos jogadores à sua volta.
Por exemplo, quando um jogador conhecido pela sua capacidade de drible toma posse da bola, os seus colegas de equipa irão espalhar-se pelo campo para lhe darem espaço suficiente para fazer uma penetração.
Do mesmo modo, quando um construtor de jogadas tem a bola, os seus colegas de equipa irão posicionar-se com mais agressividade para tirar proveito da sua extraordinária capacidade de passe.
Isto traz um novo nível de profundidade à composição da equipa, uma vez que terás de pensar na forma como os diferentes estilos de jogo se complementam para obteres a melhor performance possível dos teus jogadores."
Novas capacidades e habilidades: "Agressividade - Tal como o nome sugere, os jogadores com esta capacidade irão carregar num jogador com posse de bola com uma agressividade considerável.
Posse apertada - Os jogadores com esta capacidade poderão utilizar uma subtileza e técnica superiores para ultrapassar os adversários em espaços apertados.
Bola em profundidade - Os jogadores com esta capacidade irão receber um estímulo de precisão quando chutarem bolas em profundidade."
Jogue como Ronaldinho: "Conhecido em todo o mundo como um dos jogadores de futebol mais interessantes, o excepcional estilo de futebol de Ronaldinho chega ao PES 2020 em grande forma.
A introdução de vários novos sets de animação inspirados em Ronaldinho significa que poderás finalmente movimentares-te como ele, utilizando um talento técnico e uma movimentação fluida sem precedentes para derrotar os defensores com impunidade.
Poderás também utilizar algumas das suas belas técnicas de primeiro-toque, incluindo o domínio da bola com o peito ou com as costas."

## Licenças

### Parcerias
O contrato de parceria entre Konami e FC Barcelona foi renovado, e junto com o anúncio foi confirmado o lançamento de uma versão especial do clube. O estádio Camp Nou será exclusivo do jogo.
Em Julho de 2019, foram anunciados Manchester United (substituindo o Liverpool, agora parceiro do FIFA 20), Juventus (exclusivo do PES) e Bayern München (estádio exclusivo do PES) como novos parceiros oficiais do jogo, assim como a renovação da parceria com o Arsenal, além de parcerias com clubes sul-americanos em Agosto do mesmo ano.
A seguir a lista de clubes parceiros do eFootball PES 2020:
| País       | Equipe               | Notas                                                        |
| ---------- | -------------------- | ------------------------------------------------------------ |
| Espanha    | FC Barcelona         | Continua, estádio exclusivo                                  |
| Espanha    | RCD Mallorca         | Novo                                                         |
| Inglaterra | Arsenal FC           | Continua                                                     |
| Inglaterra | Manchester United    | Retorna                                                      |
| Itália     | AC Milan             | Continua                                                     |
| Itália     | Internazionale       | Continua                                                     |
| Itália     | Juventus             | Retorna, clube e estádio exclusivos                          |
| França     | AS Monaco            | Continua                                                     |
| Alemanha   | Bayern de Munique    | Retorna, estádio exclusivo                                   |
| Alemanha   | FC Schalke 04        | Continua                                                     |
| Escócia    | Celtic FC            | Continua                                                     |
| Escócia    | Rangers FC           | Continua                                                     |
| Argentina  | Boca Juniors         | Continua, estádio exclusivo                                  |
| Argentina  | River Plate          | Continua, estádio exclusivo                                  |
| Brasil     | Atlético Mineiro     | Novo                                                         |
| Brasil     | SC Corinthians       | Continua, clube e estádio exclusivos                         |
| Brasil     | Flamengo             | Continua, clube exclusivo                                    |
| Brasil     | Palmeiras            | Continua, clube exclusivo                                    |
| Brasil     | São Paulo FC         | Continua, clube exclusivo                                    |
| Brasil     | Sport Recife         | Novo, clube exclusivo                                        |
| Brasil     | Vasco da Gama        | Continua, clube e estádio exclusivos e patrocinado pelo jogo |
| Chile      | Colo-Colo            | Continua, clube e estádio exclusivos                         |
| Chile      | Universidad de Chile | Novo, clube exclusivo                                        |
| Peru       | Alianza Lima         | Continua, clube exclusivo                                    |
| Peru       | Sport Boys           | Novo, clube exclusivo e patrocinado pelo jogo                |
| Peru       | Sporting Cristal     | Continua, clube exclusivo e patrocinado pelo jogo            |
| Peru       | Universitario        | Novo, clube exclusivo e patrocinado pelo jogo                |

### Ligas[12]
Adam Bhatti, gerente da marca PES, confirmou o retorno das segundas divisões de Espanha e Itália.
A tabela a seguir mostra as ligas presentes no jogo:
| Região                     | Competição               | Licença | Notas                                                       |
| -------------------------- | ------------------------ | ------- | ----------------------------------------------------------- |
| Argentina                  | Superliga Argentina      | 1       | Continua                                                    |
| Bélgica                    | Jupiler Pro League       | 1       | Continua                                                    |
| Brasil                     | Brasileirão Série A      | 1       | Continua, atualizado com os clubes da temporada 2020        |
| Brasil                     | Brasileirão Série B      | 1       | Novo, atualizado com os clubes da temporada 2020            |
| Chile                      | Campeonato AFP PlanVital | 1       | Continua                                                    |
| Colômbia                   | Liga Colombiana          | 4       | Continua                                                    |
| China                      | CFA Super League         | 1       | Continua (Nova como conteúdo-base)                          |
| Dinamarca                  | 3F Superliga             | 1       | Continua                                                    |
| Escócia                    | Scottish Premiership     | 1       | Continua                                                    |
| Espanha                    | Liga Espanhola           | 3       | Somente Barcelona e Mallorca (após atualização) licenciados |
| Espanha                    | Liga Espanhola 2         | 4       | Retorna                                                     |
| França · Mónaco            | Ligue 1 Conforama        | 1       | Continua                                                    |
| França · Mónaco            | Domino's Ligue 2         | 1       | Continua                                                    |
| Inglaterra · País de Gales | Liga Inglesa             | 3       | Somente Arsenal e Manchester United licenciados             |
| Inglaterra · País de Gales | Liga Inglesa 2           | 4       | Continua                                                    |
| Itália                     | Serie A Tim              | 5       | Continua, apenas o Brescia não está licenciado              |
| Itália                     | Serie BKT                | 1       | Retorna                                                     |
| Japão                      | J-League                 | 1       | Apenas na versão mobile                                     |
| Japão                      | J2 League                | 1       | Apenas na versão mobile                                     |
| Países Baixos              | Eredivisie               | 1       | Continua                                                    |
| Portugal                   | Liga NOS                 | 1       | Continua                                                    |
| Rússia                     | Russian Premier League   | 1       | Continua                                                    |
| Suíça                      | Raiffeisen Super League  | 1       | Continua                                                    |
| Tailândia                  | TOYOTA Thai League       | 1       | Continua (Nova como conteúdo-base)                          |
| Turquia                    | SporToto Super Lig       | 1       | Continua                                                    |
| Europa                     | PEU League               | 4       | Continua (liga fictícia)                                    |
| Ásia                       | PAS League               | 4       | Continua (liga fictícia)                                    |
| América Latina             | PLA League               | 4       | Continua (liga fictícia)                                    |

1: Competição licenciada por completo.
2: Logo, nome e troféu da competição não estão licenciados, mas o nome, escudo e uniformes de todos os clubes, além de todos os jogadores, estão licenciados.
3: Logo, nome e troféu da competição não estão licenciados, mas o nome, escudo e uniformes de alguns clubes, além de todos os jogadores, estão licenciados.
4: Liga fictícia ou totalmente genérica. Logo, nome e troféu da competição não estão licenciados, e nem o nome, escudo e uniformes de quaisquer clubes. No caso de liga existente, todos os jogadores estão licenciados.
5: Logo, nome e troféu da competição estão licenciados, mas o nome, escudo e uniformes de alguns clubes não estão licenciados, porém todos os jogadores estão licenciados.
6: Logo, nome e troféu da competição estão licenciados, mas o nome e aparência de alguns jogadores não estão licenciados.
Vale lembrar que clubes e ligas não licenciados podem ser corrigidos com modificações de fãs nas plataformas PC e PS4, ou através do modo editar do jogo, disponível também para Xbox One.

### Outros times da Europa
- Bayer Leverkusen
- Bayern München
- Schalke 04
- Dinamo Zagreb
- AEK Atenas
- Olympiakos Piraeus
- Panathinaikos
- PAOK
- Slavia Praga
- Sparta Praga
- Dynamo Kyiv
- Shakhtar Donetsk
- WILRIJK PW (Beerschot) 1
- SI PINK BLACK (Palermo) 1

1: Equipes genéricas com jogadores fictícios

### Outros da América Latina
- Criciúma 1
- Londrina 1
- São Bento 1
- Vila Nova 1
- Alianza Lima
- Sport Boys Association
- Sporting Cristal
- Universitario

1: Equipes que foram rebaixadas do Campeonato Brasileiro Série B de 2019, substituídas pelas que subiram (Confiança, Juventude, Náutico e Sampaio Corrêa)
 

### AFC Champions League
A licença da AFC Champions League traz a possibilidade de jogar com todos os clubes que participam da fase de grupos da edição de 2019.
| AFC Champions League   | AFC Champions League   |
| País                   | Clube                  |
| ---------------------- | ---------------------- |
| Arábia Saudita         | Al-Ahli                |
| Arábia Saudita         | Al-Hilal               |
| Arábia Saudita         | Al-Ittihad             |
| Arábia Saudita         | Al-Nassr               |
| Austrália              | Melbourne Victory      |
| Austrália              | Sydney FC              |
| Catar                  | Al-Duhail              |
| Catar                  | Al-Rayyan              |
| Catar                  | Al-Sadd                |
| China                  | Beijing Guoan          |
| China                  | Guangzhou Evergrande   |
| China                  | Shandong Luneng        |
| China                  | Shanghai SIPG          |
| Coreia do Sul          | Daegu FC               |
| Coreia do Sul          | Gyeongnam FC           |
| Coreia do Sul          | Jeonbuk Hyundai Motors |
| Coreia do Sul          | Ulsan Hyundai          |
| Emirados Árabes Unidos | Al Ain                 |
| Emirados Árabes Unidos | Al-Wahda               |
| Emirados Árabes Unidos | Al-Wasl                |
| Irão                   | Esteghlal              |
| Irão                   | Persepolis             |
| Irão                   | Zob Ahan               |
| Iraque                 | Al-Zawraa              |
| Japão                  | Kashima Antlers        |
| Japão                  | Kawasaki Frontale      |
| Japão                  | Sanfrecce Hiroshima    |
| Japão                  | Urawa Red Diamonds     |
| Malásia                | Johor Darul Takzim     |
| Tailândia              | Buriram United         |
| Uzbequistão            | Lokomotiv              |
| Uzbequistão            | Pakhtakor              |

### Seleções nacionais
A grande novidade é a presença de todas as seleções filiadas à UEFA, somando mais 22 ao jogo em relação à Pro Evolution Soccer 2019. No total, mais de 100 seleções nacionais estão disponíveis:
| Região                      | Seleção                | Licença | Notas   |
| --------------------------- | ---------------------- | ------- | ------- |
| Europa                      | Albânia                | 1       |         |
| Europa                      | Alemanha               | 1       |         |
| Europa                      | Andorra                | 1       | Nova    |
| Europa                      | Armênia                | 1       | Nova    |
| Europa                      | Áustria                | 1       |         |
| Europa                      | Azerbaijão             | 1       | Nova    |
| Europa                      | Bélgica                | 1       |         |
| Europa                      | Bielorrússia           | 1       | Nova    |
| Europa                      | Bósnia e Herzegovina   | 1       |         |
| Europa                      | Bulgária               | 1       |         |
| Europa                      | Cazaquistão            | 1       | Nova    |
| Europa                      | Chipre                 | 1       | Nova    |
| Europa                      | Croácia                | 1       |         |
| Europa                      | Dinamarca              | 1       |         |
| Europa                      | Escócia                | 1       |         |
| Europa                      | Eslováquia             | 1       |         |
| Europa                      | Eslovênia              | 1       |         |
| Europa                      | Espanha                | 1       |         |
| Europa                      | Estônia                | 1       | Nova    |
| Europa                      | Finlândia              | 1       | Retorna |
| Europa                      | França                 | 1       |         |
| Europa                      | Geórgia                | 1       | Nova    |
| Europa                      | Gibraltar              | 1       | Nova    |
| Europa                      | Grécia                 | 1       |         |
| Europa                      | Holanda                | 1       |         |
| Europa                      | Hungria                | 1       |         |
| Europa                      | Ilhas Faroe            | 1       | Nova    |
| Europa                      | Inglaterra             | 1       |         |
| Europa                      | Irlanda                | 1       |         |
| Europa                      | Irlanda do Norte       | 1       |         |
| Europa                      | Islândia               | 1       |         |
| Europa                      | Israel                 | 1       |         |
| Europa                      | Itália                 | 1       |         |
| Europa                      | Kosovo                 | 1       | Nova    |
| Europa                      | Letônia                | 1       | Retorna |
| Europa                      | Liechtenstein          | 1       | Nova    |
| Europa                      | Lituânia               | 1       | Nova    |
| Europa                      | Luxemburgo             | 1       | Nova    |
| Europa                      | Macedônia do Norte     | 1       | Nova    |
| Europa                      | Malta                  | 1       | Nova    |
| Europa                      | Moldávia               | 1       | Nova    |
| Europa                      | Montenegro             | 1       | Retorna |
| Europa                      | Noruega                | 1       |         |
| Europa                      | País de Gales          | 1       |         |
| Europa                      | Polônia                | 1       |         |
| Europa                      | Portugal               | 1       |         |
| Europa                      | República Tcheca       | 1       |         |
| Europa                      | Romênia                | 1       |         |
| Europa                      | Rússia                 | 1       |         |
| Europa                      | San Marino             | 1       | Nova    |
| Europa                      | Sérvia                 | 1       |         |
| Europa                      | Suécia                 | 1       |         |
| Europa                      | Suíça                  | 1       |         |
| Europa                      | Turquia                | 1       |         |
| Europa                      | Ucrânia                | 1       |         |
| África                      | Argélia                | 3       |         |
| África                      | Burkina Faso           | 3       |         |
| África                      | Camarões               | 2       |         |
| África                      | Costa do Marfim        | 2       |         |
| África                      | Egito                  | 2       |         |
| África                      | Gana                   | 2       |         |
| África                      | Guiné                  | 3       |         |
| África                      | Mali                   | 3       |         |
| África                      | Marrocos               | 2       |         |
| África                      | Nigéria                | 3       |         |
| África                      | Senegal                | 3       |         |
| África                      | África do Sul          | 2       |         |
| África                      | Tunísia                | 3       |         |
| África                      | Zâmbia                 | 3       |         |
| Américas do Norte e Central | Costa Rica             | 2       |         |
| Américas do Norte e Central | Estados Unidos         | 3       |         |
| Américas do Norte e Central | Honduras               | 2       |         |
| Américas do Norte e Central | Jamaica                | 3       |         |
| Américas do Norte e Central | México                 | 3       |         |
| Américas do Norte e Central | Panamá                 | 2       |         |
| América do Sul              | Argentina              | 1       |         |
| América do Sul              | Bolívia                | 2       |         |
| América do Sul              | Brasil                 | 1       |         |
| América do Sul              | Chile                  | 1       |         |
| América do Sul              | Colômbia               | 2       |         |
| América do Sul              | Equador                | 3       |         |
| América do Sul              | Paraguai               | 2       |         |
| América do Sul              | Peru                   | 1       |         |
| América do Sul              | Uruguai                | 3       |         |
| América do Sul              | Venezuela              | 2       |         |
| / Asia/Oceania              | Arábia Saudita         | 3       |         |
| / Asia/Oceania              | Austrália              | 2       |         |
| / Asia/Oceania              | China                  | 3       |         |
| / Asia/Oceania              | Coreia do Norte        | 3       |         |
| / Asia/Oceania              | Coreia do Sul          | 3       |         |
| / Asia/Oceania              | Emirados Árabes Unidos | 3       |         |
| / Asia/Oceania              | Iraque                 | 3       |         |
| / Asia/Oceania              | Irã                    | 3       |         |
| / Asia/Oceania              | Japão                  | 1       |         |
| / Asia/Oceania              | Jordânia               | 3       |         |
| / Asia/Oceania              | Kuwait                 | 3       |         |
| / Asia/Oceania              | Líbano                 | 3       |         |
| / Asia/Oceania              | Nova Zelândia          | 2       |         |
| / Asia/Oceania              | Omã                    | 3       |         |
| / Asia/Oceania              | Catar                  | 3       |         |
| / Asia/Oceania              | Tailândia              | 1       |         |
| / Asia/Oceania              | Uzbequistão            | 3       |         |

1: Licença completa.
2: Apenas jogadores estão licenciados.
3: Sem licença.

### Competições Internacionais de seleções
- Copa Internacional (Copa do Mundo FIFA)
- Eurocopa 2020 *via DLC
- Copa Africana (Copa Africana de Nações)
- Copa da América (Copa América)
- Copa Ásia/Oceania (Copa da Ásia)

### Competições Internacionais de clubes
- Copa Interclubes (Mundial de Clubes)
- Taça de Clubes da Europa (Liga dos Campeões da Europa)
- Copa Masters Europa (Liga Europa da UEFA)
- European Super Cup (Supercopa da UEFA)
- Torneio de Clubes Sul-americanos (Copa Libertadores da América)
- AFC Champions League
- International Champions Cup

## Estádios
EFootball PES 2020 conta com 53 estádios até o momento, sendo 33 estádios licenciados, 19 estádios genéricos e mais 4 por vir. Essa é uma lista dos estádios presentes (ou anunciados) até então no jogo, note que ela poderá sofrer alterações após futuros pacotes de dados no jogo.
1. Allianz Arena 1 3
2. Veltins-Arena
3. Celtic Park
4. Ibrox Stadium
5. Camp Nou 1 3
6. Amsterdam Arena 1 3
7. De Kuip
8. Emirates Stadium
9. Old Trafford 1
10. Wembley Stadium 2
11. Estádio Giuseppe Meazza, em duas versões diferentes: San Siro (representando o Milan) e Giuseppe Meazza (representando a Inter)
12. Juventus Stadium 1 3
13. Stadio Olimpico
14. Stade Louis II
15. Estádio José Alvalade
16. Estádio Krestovsky 2
17. St. Jakob-Park
18. Estádio Şükrü Saracoğlu
19. La Bombonera 3
20. Monumental de Núñez 3
21. Allianz Parque 3
22. Arena Corinthians 3
23. Arena do Grêmio 2 3
24. Estádio Beira-Rio 3
25. Estádio do Maracanã 1 3
26. Estádio do Morumbi 3 4
27. Mineirão 3
28. Palestra Itália 3
29. São Januário 3 4
30. Vila Belmiro 3 4
31. Estadio Monumental David Arellano 3
32. Estádio Alejandro Villanueva 3
33. Saitama Stadium

1: Estádio com vista exterior 

2: Estádio adicionado via DLC (passada ou programada) 

3: Estádio exclusivo 

4: Estádio remodelado via DLC

### Estádios genéricos
1. KONAMI Stadium (equivalente ao Ulsan Munsu Football Stadium)
2. Neu Sonne Arena
3. Metropole Arena
4. Hoofdstad Stadion
5. Estadio Campeones
6. Estadio de Escorpião
7. Estadio del Nuevo Triunfo (equivalente ao RCDE Stadium)
8. Stade de Sagittaire (equivalente ao Stade de Gerland)
9. Stadio Orione (equivalente ao Stadio Angelo Massimino)
10. Burg Stadion (equivalente ao Weserstadion)
11. Estadio del Martingal (equivalente ao Estádio de La Cerámica)
12. Rose Park Stadium (equivalente ao Villa Park)
13. Coliseo de los Deportes (equivalente ao Coliseum Alfonso Pérez)
14. Sports Park
15. Village Road
16. Stadio Nazionale
17. Estadio del Tauro (equivalente ao Estádio Olímpico de Turim
18. eFootball Stadium
19. eFootball.Pro Arena

## Trilha sonora
| Música               | Artista                            | Origem da Música             |
| -------------------- | ---------------------------------- | ---------------------------- |
| Dinners Gettin' Cold | Biig Piig                          | Irlanda                      |
| Snake Skin Boots     | Blimes & Redinho                   | Estados Unidos · Reino Unido |
| MPTS                 | Branko & Pedro                     | Portugal                     |
| Forgotten Graves     | The Brian Jonestown Massacre       | Estados Unidos               |
| Boys Got Go          | Broncho                            | Estados Unidos               |
| Double Denim Hop     | Buzzard Buzzard Buzzard            | Reino Unido                  |
| Anything I Do        | CLiQ feat. Ms. Banks & Alika       | Reino Unido                  |
| Luvin U              | Dirty Nice feat. Desta French      | Reino Unido                  |
| Higher               | Dylan Cartlidge                    | Reino Unido                  |
| When I'm with Him    | Empress Of                         | Estados Unidos               |
| Heavenly Maybe       | Gengahr                            | Reino Unido                  |
| Started Out          | Georgia                            | Reino Unido                  |
| Armatopia            | Johnny Marr                        | Reino Unido                  |
| Say Something        | Jordan Rakei                       | Nova Zelândia                |
| Bounce               | Leo Justi feat. Empara Mi          | Brasil · Reino Unido         |
| In Person            | Low Island                         | Reino Unido                  |
| In Your Head         | Nilüfer Yanya                      | Reino Unido                  |
| Frens                | Obongjayar                         | Nigéria                      |
| Wide Awake!          | Parquet Courts                     | Estados Unidos               |
| Circle Up            | Party Favor feat. Bipolar Sunshine | Estados Unidos · Reino Unido |
| Heaven               | Pumarosa                           | Reino Unido                  |
| The Revolution       | Ross from Friends                  | Reino Unido                  |
| Comeback Kid         | Sharon Van Etten                   | Estados Unidos               |
| Intercontinental     | Tasha the Amazon                   | Canadá                       |
| Afrika               | Te'Amir                            | Estados Unidos               |